# Koiosz
Koiosz a görög mitológiában egyike a legelső titánoknak. Nevének jelentése: kérdés, kérdezés.
Uranosz és Gaia gyermeke, felesége egyben egyik nővére, Phoibé, aki tőle két lányt szült. Egyikük Létó, aki megszülte Apollónt és Artemiszt, másik Aszteria, akinek Hekaté a gyermeke.
Részt vett a titanomakhiában, Kronoszt támogatta, ezért Zeusz a Tartaroszba vetette, viszont miután már a hatalma megszilárdult, szabadon engedte.